# Atrichopogon alainus
Atrichopogon alainus är en tvåvingeart som beskrevs av Remm 1980. Atrichopogon alainus ingår i släktet Atrichopogon och familjen svidknott. Inga underarter finns listade i Catalogue of Life.